# 愛爾蘭湖泊列表
在愛爾蘭島，湖泊被稱為lough。其來源為蓋爾語，與蘇格蘭的loch意思相同。愛爾蘭島上有超過10,000座湖泊，其中面積最大的是內湖，位於北愛爾蘭，面積383平方公里。在愛爾蘭共和國境內最大的湖泊則是科里布湖，面積176平方公里。

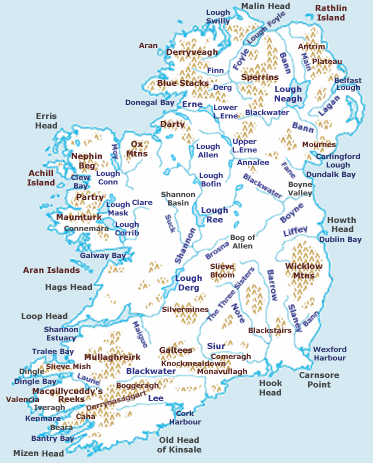
愛爾蘭島水系地圖

以下列出面積達10平方公里以上的湖泊，默認以字母順序排列：

## 淡水湖

### 阿爾斯特省
- 厄恩湖（Lough Erne）
- 麥可內恩湖（Lough MacNean）
- 內湖（Lough Neagh）
- 席林湖（Lough Sheelin）（部分）

### 倫斯特省
- 埃尼爾湖（Lough Ennell）
- 奧威爾湖（Lough Owel）
- 普拉福卡水庫（Poulaphouca Reservoir）
- 里湖（Lough Ree）（部分）
- 席林湖（Lough Sheelin）（部分）

### 芒斯特省
- 德格湖（Lough Derg）
- 雷因湖（Lough Leane）

### 康諾特省
- 艾倫湖（Lough Allen）
- 艾羅湖（Lough Arrow）
- 卡拉湖（Lough Carra）
- 康湖（Lough Conn）
- 科里布湖（Lough Corrib）
- 加拉湖（Lough Gara）
- 基爾湖（Lough Gill）
- 馬斯克湖（Lough Mask）
- 梅爾文湖（Lough Melvin）
- 里湖（Lough Ree）（部分）

## 鹹水湖
- 福伊爾潟湖（Lough Foyle）
- 馬洪潟湖（Lough Mahon）
- 史特蘭福德潟湖（Strangford Lough）

## 其他稱為lough的水體
- 貝爾法斯特灣（Belfast Lough）
- 卡林福德灣（Carlingford Lough）
- 斯威里灣（Lough Swilly）